# Melissoptila fulvonigra
Melissoptila fulvonigra är en biart som beskrevs av Urban 1988. Melissoptila fulvonigra ingår i släktet Melissoptila och familjen långtungebin. Inga underarter finns listade i Catalogue of Life.